# Geografia das Ilhas Marianas Setentrionais

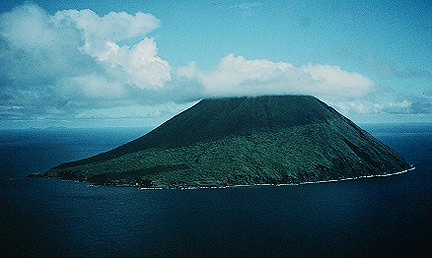
Ilha Asuncion.

As Ilhas Marianas Setentrionais, em conjunto com Guam a sul, compõem parte das ilhas Marianas. As ilhas a sul são de calcário, com terraços nivelados e recifes de coral, enquanto as ilhas da parte norte são vulcânicas, com vulcões ativos em Anatahan, Pagan e Agrihan. O vulcão de Agrihan tem a altitude máxima de 965 m. Cerca de um quinto da terra é arável, e um décimo é ocupado por pastagens. O principal recurso natural é a pesca, e algumas das espécies capturadas são espécies em perigo, o que leva a um problema de sustentabilidade.
O vulcão de Anatahan ocupa uma ilha com 10 km de comprimento e 3 km de largura, a 130 km a norte de Saipan a ilha e também a capital do arquipélago. Anatahan começou a sua erupção repentinamente, a partir da cratera oriental, em 10 de maio de 2003. Têm havido períodos alternados eruptivos e calmos. Em 6 de abril de 2005, cerca de 50000 m3 de cinzas e rochas foram ejetadas, causando uma nuvem negra que seguiu para sul, atingindo Saipan e Tinian.

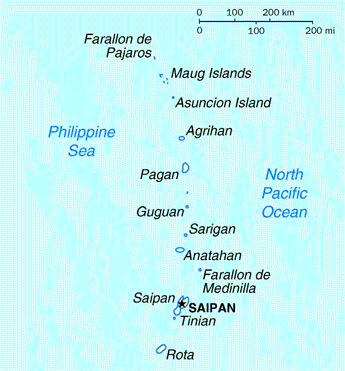
Mapa das Ilhas Marianas do Norte.

As Ilhas Marianas constituem um arco vulcânico no encontro das placas tectónicas das Filipinas e do Pacífico. Na vertente oriental deste arco encontra-se a Fossa das Marianas, onde foi detetada a maior profundidade dos oceanos - 10 924 m.
As ilhas são, de sul para norte: Saipan, Tinian, Rota, Aguijan, Farallón de Medinilla, Anatahan, Sarigan, Guguan, Alamagan, Pagan, Agrihan, Asuncion, Ilhas Maug e Farallón de Pájaros. As únicas com população permanente são Saipan, Tinian e Rota.
As ilhas têm um clima tropical marítimo moderado por ventos alísios em algumas estações do ano. Há pouca variação de temperaturas ao longo do ano. A estação seca vai de dezembro a junho e a estação das chuvas de julho a novembro, podendo ocorrer tufões. O Guinness Book of World Records refere que Saipan tem a temperatura anual mais estável do mundo.